# 喜安
喜安（1566年1月20日—1653年8月10日），17世紀時期琉球第二尚氏王朝的茶人、僧侶，出生在日本和泉國的堺。唐姓閔姓，名乘蕃元，人稱喜安入道。因此其全名為閔氏喜安入道蕃元（琉球語：／ ）或閔氏喜安親方蕃元（琉球語：／ ）。
喜安的父親是在街角邊的算命先生，年幼時預言喜安在日本默默無聞，但是如果前往南國的話必然大富大貴。幼年時的喜安十分聰明，拜康印（千利休的弟子）學習茶道，並精通和歌和漢詩的創作。
1600年，35歲的喜安渡海來到琉球。數年之後其名聲聞於王宮之中，被尚寧王任命為侍從，賜予閔姓。1609年薩摩入侵琉球之際跟隨被俘虜的尚寧王，負責同薩摩藩談判。尚寧王前往江戶拜謁德川秀忠之時隨行前往。1611年隨尚寧王歸國。
1619年擔任數寄屋（茶寮）奉行（又稱「御茶道」）職務，將日本式的茶道在琉球廣為傳播。翌年獲得知行50石的俸祿。此後數度負責同薩摩藩交涉，晚年因外交功績，被授予了親方的位階。
尚豐王時代，喜安將同薩摩開戰前至尚寧王歸國之間的2年半時間的經歷，寫成了《喜安日記》一書。該書受到日本軍記物語的影響，是研究薩摩入侵琉球之戰的重要史料。

## 外部連結
- （日語）琉球大學學術庫《喜安日記》（页面存档备份，存于）
- （日語）筑波大学附屬圖書館所藏琉球關係資料《喜安日記》